# 吴汉雄
吳漢雄（1981年1月21日—），廣東人，中國擊劍運動員。

## 生涯
吳漢雄於11歲時在家鄉廣州開始了他的擊劍生涯，並在這兒開始接受擊劍訓練，同一年入讀了廣州市偉倫體校，6年後進入廣東省體工隊，之後在1998年入選國家隊，成為了國家隊的成員之一。
吳漢雄的首個重要錦標於2001年，分別先後在亞洲錦標賽以及大學生運動會中奪得了男子团体花劍冠軍。1年後在上海的世界杯分站賽事中，在男子個人花劍中得到亞軍、世锦赛個人賽的季軍、釜山亞運中，在個人賽中得到一面銅牌。
2003年，分別成為了兩次的亞軍：世界杯上海分站及世锦赛男團亞軍。其後1年分別在多個分站中得到了世界杯的個人和團體賽亞軍與季軍。2004年，吳漢雄在雅典奥运的男子團體花劍賽事中因為裁判的出錯而錯失了為中國多摘下一面金牌的機會。
2006年12月，吳漢雄在多哈亞運中的劍擊項目醫子團胞花劍小項決賽以34:29擊敗南韓隊，摘下一面金牌。

## 轶事
- 吳漢雄最先是接觸體操運動，但由於父母反對下改為學習擊劍。
- 吳漢雄是左撇子。